# Safe and Sound (sang af Capital Cities)
 For alternative betydninger, se Safe and Sound. (Se også artikler, som begynder med Safe and Sound)
"Safe and Sound" er en synthpop- og danspopsang af den amerikanske indiepopband Capital Cities. Sangen blev skrevet og produceret af Sebu Simonian og Ryan Merchant. Den blev originalt udgivet den 6. januar 2011 som en single. I 2013 blev "Safe and Sound" tilføjet til albummet In a Tidal Wave of Mystery som den første sang på track list. "Safe and Sound" rangerede på Tracklisten som nr. 18.

## Musikvideoer
Der er tre officielle musikvideoer til "Safe and Sound".
Den 24. februar 2011 blev den første musikvideo til "Safe and Sound" skrevet og produceret kun af bandet og uploadet til deres officielle YouTube-kanal. Denne musikvideo viser krigs- og danseklip fra det 20. århundrede.
Den anden musikvideo blev udgivet den 21. oktober, instrueret af Jimmy Alhander. Denne musikvideo viser Merchant og Simonian blivende ført gennem en autoophugger af en munk.
Den tredje og den mest populære musikvideo blev udgivet den 25. april 2013, instrueret af Grady Hall, der viser bandet dansende i det Los Angeles Theatre med forskellige andre dansere fra forskellige tidsperioder.

## Coverversioner
Zendaya, Kina Grannis, Kurt Hugo Schneider og Max Schneider udgav en coverversion af "Safe and Sound" til en Coca-Cola-reklame den 31. marts 2014. Den amerikanske restaurantkæde Chuck E. Cheese's udgav også en coverversion af sanget.

## Remix
Der var flere remix af "Safe and Sound":
- "Safe and Sound" (RAC Mix) – 4:12
- "Safe and Sound" (Cash Cash Remix) – 5:26
- "Safe and Sound" (Alexis Troy Remix) – 2:52
- "Safe and Sound" (Gainsford Remix) – 5:30
- "Safe and Sound" (DJ Politik Remix) – 5:22
- "Safe and Sound" (Tommie Sunshine & Live City Remix) – 5:53
- "Safe and Sound" (Markus Schulz vs. Grube & Hovsepian Remix) – 7:48
- "Kangaroo League" - et remix af "Kangaroo Court", en anden single af Capital Cities, der bruger samples fra "Safe and Sound" og fra Fitz and The Tantrums' sang "Out of My League".